# 남양주 흥국사 소조석가여래삼존좌상 및 16나한상 일괄
남양주 흥국사 소조석가여래삼존좌상 및 16나한상 일괄(南楊州 興國寺 塑造釋迦如來三尊坐像 및 十六羅漢像一括)은 조선전기 불상의 양식계보를 계승하면서도, 아직 16세기 후반의 양식으로 이행되기 바로 전단계의 양식적 특징을 보여주는 작품이다. 2013년 2월 28일 대한민국의 보물 제1798호로 지정되었다.

## 개요
이 상들의 초창시기를 알려주는 발원문은 발견되지는 않았지만, 1650년에 세 번째 중수된 기록과 중수시 참여한 화원의 이름이 발견되어, 적어도 이보다는 훨씬 앞선 시기에 조성되었음을 알 수 있다.
석가여래삼존상과 16나한상은 이마가 넓고 턱이 좁은 역삼각형의 얼굴 형상에, 얼굴은 작고 늘씬한 신체비례를 보인다. 이러한 조형감은 영주 흑석사 목조아미타여래좌상(국보 제282호, 1458년) 이나 경주 왕룡사원 목조아미타여래좌상(보물 제1615호, 1466~1474년), 그리고 경주 기림사 건칠보살반가상(보물 제415호, 1501년) 등 조선전기 15세기 후반에서 16세기 초에 조성된 불상들과 양식적으로 상통하면서, 인물의 표현, 신체의 비례, 양감, 선 등에서 변화의 요소도 감지된다. 따라서 이 상들은 조선전기 16세기 불교조각사 연구 및 나한상 연구에 귀중한 자료로 판단된다.

## 같이 보기
- 흥국사

## 참고 자료
- 남양주 흥국사 소조석가여래삼존좌상 및 16나한상 일괄 - 국가유산청 국가유산포털